# Nassauvia
Nassauvia é um género botânico pertencente à família Asteraceae.

## Espécies
- Nassauvia acerosa Wedd.
- Nassauvia aculeata Poepp. & Endl.
- Nassauvia ameghinoi Speg.
- Nassauvia araucana Phil.
- Nassauvia argyrophylla Speg. ex Hosseus
- Nassauvia axillaris D.Don
- Nassauvia bryoides O.Hoffm.
- Nassauvia candollei Macloskie
- Nassauvia cespitosa Wedd.
- Nassauvia chubutensis Speg.
- Nassauvia commersonii Cass.
- Nassauvia coronipappa Arroyo & Martic.
- Nassauvia cumingii Hook. & Arn.
- Nassauvia dentata Griseb.
- Nassauvia digitata Wedd.
- Nassauvia dusenii O.Hoffm.
- Nassauvia gaudichaudii Cass.
- Nassauvia glomerata Wedd.
- Nassauvia glomerulosa D.Don
- Nassauvia hillii Cabrera
- Nassauvia humilis Phil.
- Nassauvia juniperina Skottsb.
- Nassauvia latissima Skottsb.
- Nassauvia lycopodioides Phil.
- Nassauvia maeviae Cabrera
- Nassauvia magellanica J.F.Gmel.
- Nassauvia modesta O.Hoffm. ex Dusén
- Nassauvia morenonis Kuntze
- Nassauvia multiflora Meyen
- Nassauvia oligocephala Wedd.
- Nassauvia patagonica Speg.
- Nassauvia patula Phil.
- Nassauvia pentacaenoides Speg.
- Nassauvia pinnigera D.Don
- Nassauvia planifolia Wedd.
- Nassauvia pulcherrima Cabrera
- Nassauvia pumila Poepp. & Endl.
- Nassauvia pygmaea Hook.f.
- Nassauvia pyramidalis Meyen
- Nassauvia ramosissima DC.
- Nassauvia remyana Wedd.
- Nassauvia revoluta D.Don
- Nassauvia ruizii Cabrera
- Nassauvia sceptrum Dusén
- Nassauvia scleranthoides O.Hoffm. ex Dusén
- Nassauvia sericea Phil.
- Nassauvia serpens d'Urv.
- Nassauvia sprengelioides DC.
- Nassauvia sublobata Cabrera

1. ↑  «Nassauvia — World Flora Online». www.worldfloraonline.org. Consultado em 19 de agosto de 2020